# Моральное равенство комбатантов
Моральное равенство комбатантов (МРК) или моральное равенство солдат — принцип, согласно которому солдаты, сражающиеся на обеих сторонах войны, одинаково правы, если только они не совершают военные преступления, независимо от того, сражаются ли они за правое дело. МРК является ключевым элементом, лежащим в основе международного гуманитарного права (МГП), которое одинаково применяет правила войны к обеим сторонам, а также традиционной теории справедливой войны. По мнению философа Хенрика Сюсе, МРК является спорным термином, так как «в приписывании вины за войну отдельным бойцам, принимающим в ней участие, столько же практического смысла, сколько теоретического смысла в признании солдат двух противоборствующих сторон морально равными». Тема морального равенства комбатантов поднималась в связи с израильско-палестинским конфликтом или войнами под руководством США в Ираке и Афганистане.

## Традиционный взгляд
МРК как формальная доктрина была сформулирована Майклом Уолцером в книге «Справедливые и несправедливые войны» (1977), хотя ранее теоретики справедливой войны, такие как Августин и Фома Аквинский, утверждали, что солдаты должны подчиняться своим лидерам во время боя. Существует спор о том, продвигала ли теория справедливой войны Раннего Нового времени моральное равенство солдат. Полное понимание, что такое МРК могло установиться только после того, как были разработаны jus ad bellum и jus in bello. Сторонники МРК утверждают, что отдельные солдаты не в состоянии определить справедливость войны. Уолцер, например, утверждает, что всю ответственность за несправедливую войну несут военные и гражданские лидеры, которые решили вступить в войну, а не отдельные солдаты, которые мало что могут сказать по этому вопросу. 
МРК является одной из основ международного гуманитарного права (МГП), которое в равной степени применяется к обеим сторонам, независимо от справедливости их дела. В МГП этот принцип известен как равенство воюющих сторон. Это противоречит правовому принципу ex injuria jus non oritur, согласно которому никто не должен иметь возможность извлекать выгоду из своих незаконных действий. Британский юрист Герш Лаутерпахт сформулировал прагматическую основу равенства воюющих, заявив: «Невозможно представить себе ведение военных действий, при котором одна сторона была бы связана правилами ведения войны, не получая от них выгоды, а другая сторона получала бы от них выгоду, не будучи связанной ими». Ученый-международник Элиав Либлих утверждает, что моральная ответственность солдат, участвующих в несправедливых войнах, является «одной из самых острых проблем этики войны».

## Ревизионистский взгляд
В условиях мирного времени эквивалента МРК не существует. В 2006 году философ Джефф Макмэхан начал оспаривать МРК, утверждая, что солдаты, ведущие несправедливую или незаконную войну, не являются морально равными тем, кто сражается в целях самообороны. Хотя противники МРК не поддерживают уголовное преследование отдельных солдат, участвующих в несправедливой войне, они утверждают, что отдельные солдаты должны оценить законность или моральность войны, в которой их просят участвовать, и отказаться, если она является незаконной или несправедливой войной. Согласно ревизионистской точке зрения, солдат или офицер, который знает или сильно подозревает, что их сторона ведёт несправедливую войну, имеет моральное обязательство не вести её, если только это не повлечёт за собой смертную казнь или какие-либо другие крайние последствия. 
Тем не менее, противники МРК – иногда группируемые под ярлыком ревизионистской теории справедливой войны – в целом поддерживают принцип равенства воюющих сторон МГП по прагматическим соображениям. В своей книге «Преступление агрессии, человечности и солдата», вышедшей в 2018 году, учёный-юрист Том Данненбаум был одним из первых, кто предложил правовые реформы, основанные на неприятии МРК. Данненбаум пишет, что солдатам, которые отказываются участвовать в незаконных войнах, следует разрешить выборочный отказ от военной службы по убеждениям и их следует принимать в качестве беженцев, если им придётся покинуть свою страну. Он также пишет, что солдаты, сражающиеся против агрессивной войны, должны быть признаны жертвами в процессах послевоенных репараций.

## Общественное мнение
Исследование 2019 года показало, что большинство американцев поддерживают ревизионистский взгляд на МРК, и многие даже готовы позволить оставить безнаказанными военные преступления против некомбатантов, если они были совершены солдатами, ведущими справедливую войну. Отвечая на исследование, Уолцер предупредил, что по-разному сформулированные вопросы могли привести к разным результатам. 